# Busisiwe Shiba
Busisiwe Paulina "Busi" Shiba é uma política da África do Sul que actualmente é o Mpumalanga MEC (Membro do Conselho Executivo) para Governança Cooperativa e Assuntos Tradicionais. Anteriormente, foi MEC para o Desenvolvimento Social de 2016 a 2019 e Presidente da Assembleia Legislativa Provincial de Mpumalanga de 2019 a 2021. Shiba é membro do partido político Congresso Nacional Africano (ANC).
Shiba foi a prefeita do Município Local Chefe Albert Luthuli na Carolina antes do ex-primeiro-ministro de Mpumalanga e agora vice-presidente David Mabuza reorganizarem o seu governo e fazer de Shiba o novo MEC de Desenvolvimento Social logo após as eleições para o governo local de agosto de 2016. Ela também foi nomeada a convocadora da Liga das Mulheres do Congresso Nacional Africano de Mpumalanga (ANC).